# Estrategi Apió
Estrategi Apió (llatí: Flavius Strategius Apio; grec antic: Ἀπίων) va ser un jurista romà d'Orient que va viure en temps de Justinià I (segle vi).
Era advocatus fisci (que comportava el títol de spectabilis) i va ser nomenat communis omnium o major judex l'any 529 amb una jurisdicció igual a la dels prefectes imperials (ἄρχοντες). Justinià diu que havia adquirit un gran coneixement no només legal, sinó en temes generals. Va ser nomenat cònsol el 539.